# Tetrationat
El tetrationat és un oxoanió de fórmula {\displaystyle {\ce {S4O6^2-}}} derivat de l'àcid tetratiònic, {\displaystyle {\ce {H2S4O6}}}. Dos dels àtoms de sofre presents a l'anió tenen un estat d'oxidació 0 i els altres dos un estat d'oxidació +5. El tetrationat és un membre del grup dels politionats, una família d'anions amb la fórmula {\displaystyle {\ce {[S_{x}(SO3)2]^{2-}}}}. El seu nom IUPAC és 2-(ditioperoxi)disulfat, i el nom del seu àcid corresponent és àcid 2-(ditioperoxi)disulfúric.
L'estructura del tetrationat consta d'una cadena de quatre àtoms de sofre units linealment, estan cadascun dels dos dels extrems units a tres oxígens. La longitud de l'enllaç {\displaystyle {\ce {S-S}}} central és de 202 pm, mentre que l'enllaç {\displaystyle {\ce {S-SO3-}}} és lleugerament major, 212 pm. Aquests dos enllaços formen angles de 105°.
El tetrationat s'obté per oxidació de l'anió tiosulfat {\displaystyle {\ce {S2O3^2-}}}amb iode {\displaystyle {\ce {I2}}}:
{\displaystyle {\ce {2S2O3^{2-}\, + I2 -> S4O6^{2-}\, + 2I-}}}